# واشنطن تايمز
ذا واشنطن تايمز (بالإنجليزية: The Washington Times)‏؛ صحيفة يومية أمريكية تصدر في واشنطن العاصمة، تأسّست في 17 مايو 1982 عن طريق رجل الدين الكوري سون ميونغ مون، تهتم بسياسة الولايات المتحدة وتخاطب المحافظين في أمريكا. يوزّع إصدارها اليومي بشكل واسع في جميع أنحاء مقاطعة كولومبيا بواشنطن العاصمة وفي أجزاء من ولايتي ماريلند وفرجينيا. كما تُنشر نسخة أسبوعية منها عبر التابلويد وتسهدف عامة المحافظين.